# Mesomelaena
Mesomelaena  Nees é um género botânico pertencente à família Cyperaceae.

## Espécies
- Mesomelaena anceps
- Mesomelaena bicapitata
- Mesomelaena deusta
- Mesomelaena graciliceps
- Mesomelaena preissii
- Mesomelaena pseudostygia
- Mesomelaena sphaerocephala
- Mesomelaena stygia
- Mesomelaena tetragona
- Mesomelaena uncinata